# Team Ico
Team Ico est une équipe de développement de jeu vidéo officiant au sein du studio SCE Japan Studio. L'équipe est dirigée par le producteur Kenji Kaido et le directeur de création Fumito Ueda.
Filiale de Sony Interactive Entertainment, Team Ico a développé Ico et Shadow of the Colossus sur PlayStation 2, et The Last Guardian sur PlayStation 4.

## Jeux développés

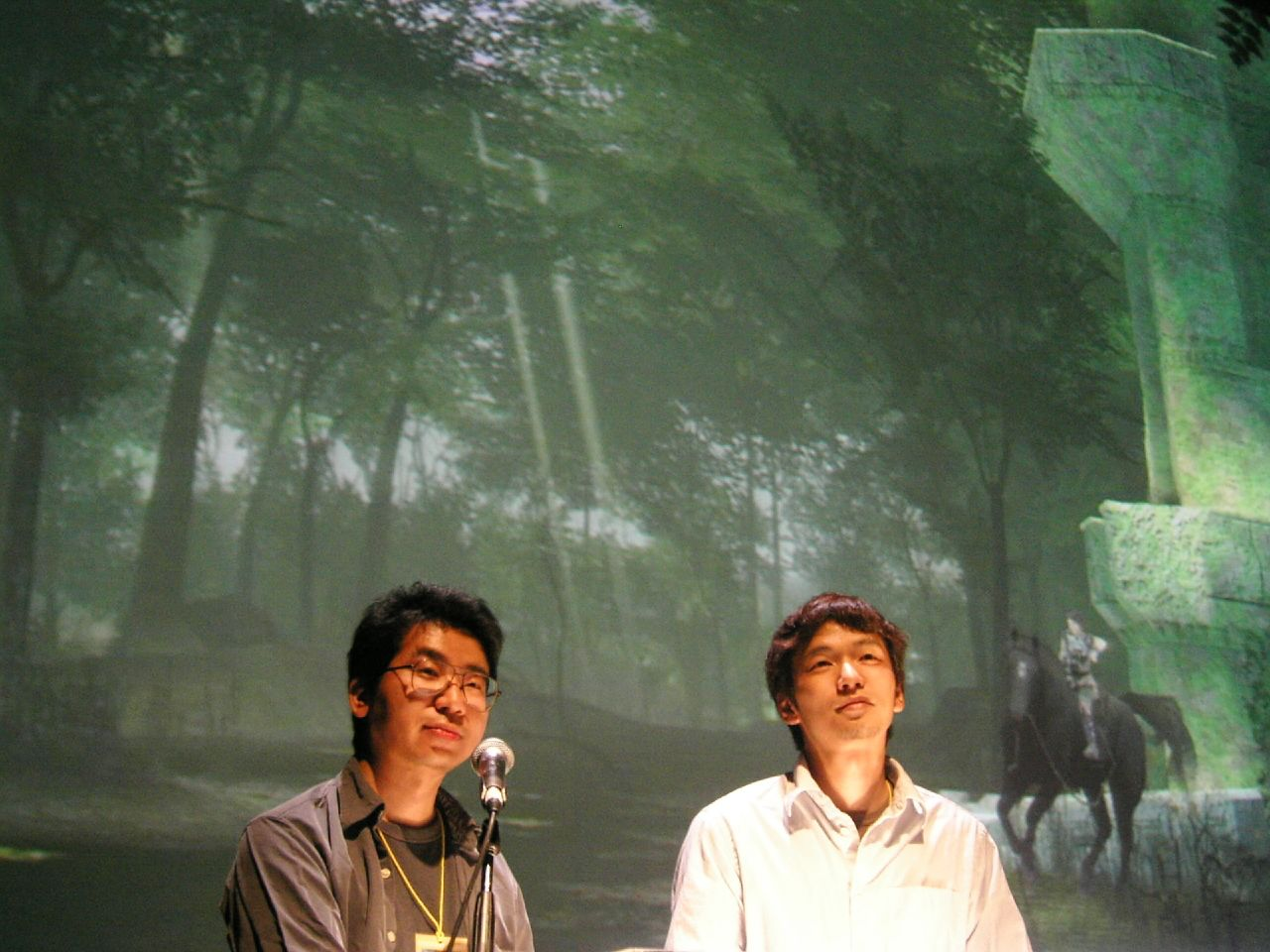
Kenji Kaido et Fumito Ueda, à la tête de l'équipe.

| Titre                                        | Date de sortie    | Plates-formes |
| -------------------------------------------- | ----------------- | ------------- |
| Ico                                          | 20 mars 2002      | PlayStation 2 |
| Shadow of the Colossus                       | 17 février 2006   | PlayStation 2 |
| Ico & Shadow of the Colossus - HD Collection | 28 septembre 2011 | PlayStation 3 |
| The Last Guardian                            | 7 décembre 2016   | PlayStation 4 |
| Shadow of the Colossus (remastérisé)         | 7 février 2018    | PlayStation 4 |